# Heinrich Traxdorf
Heinrich Traxdorf (Drassdorf, Drossdorf) (dates de naissance et de décès inconnues) était un facteur d'orgue allemand, né à Mayence, principauté du Saint-Empire romain germanique, probablement au début du XVe siècle. Durant les années 1440, il construisit trois orgues à Nuremberg (le grand orgue de l'église Saint-Sébald, détruit en 1945, et deux petits orgues pour l'église Notre-Dame de Nuremberg) et un à Salzbourg pour la Stift Sankt Peter (Salzburg). Traxdorf était un facteur progressiste, un des premiers à prendre ses distances avec le modèle d'orgue du haut Moyen Âge gothique en divisant le monobloc en sections indépendantes, et séparant les registrations en Flûte (Principal) et Octave. Les instruments avaient un manuel unique et un pédalier dont les gammes allaient de si à d" (manuel) et de la à si (pédale).

## Sources
- Hermann Fischer. "Traxdorf, Heinrich", Grove Music Online, éd. L. Macy, grovemusic.com (sur abonnement).
- The Organ: An Encyclopedia, edited by Douglas E. Bush et Richard, Cassel. Routledge, 2006.  (ISBN 9780415941747)